# 別洛列茨克
別洛列茨克（俄语：Белорецк）是俄羅斯巴什科爾托斯坦共和國的一座城市，位於別拉亞河畔。该市面积为41平方千米，海拔高度500米，2017年人口为65,801人。
1762年開埠，1923年建市。